# シログチ
シログチ（白愚痴、白口、英名：Silver croaker, White croaker, Silver jewfish; 学名：Pennahia argentata）は、スズキ目ニベ科の海水魚。

## 概要
40センチメートル前後になる。食用。釣りの対象魚。釣り上げられた時や産卵期に浮き袋を振動させ「グーグー」と鳴く様が、愚痴を言っているかのように聞こえるため、別名グチとも呼ばれる。その中でも体色の白みが強いため、シログチとなった。体色は銀白色で、ニベのような小黒色斑点列は体の側面に見られない。
かつては、ニベ科の魚類は頭骨内にある石のような耳石（平衡石）が非常に大きく特に目立つため、イシモチと呼ばれた。同じ科に属するニベとシログチは混同されやすいが、生鮮魚介類の流通過程において「イシモチ」といった場合にはシログチを指すのが一般的である。一方で、分類上はまったく違う種類であるテンジクダイ科の魚も耳石が大きいため、和名の中に「イシモチ」（石持、石首魚、鰵）とついているものが多い。近年はスキューバダイビングやアクアリウムの趣味の普及のため、ダイバーやアクアリスト向けの図鑑などを通じて熱帯で美しい色彩を持つテンジクダイ科のイシモチの方の知名度が高くなっている。そのため、最近の魚類図鑑などではシログチの名のほうを使うことが多くなっている。

## 生態
宮城県以南、日本海、朝鮮半島西岸、渤海、黄海に分布する。内湾から大陸棚の砂泥底に生息する。
エビ類、シャコ類、カニ類、端脚類、小型魚類、イカ類、環形動物を捕食する。 
産卵は初夏から夏に海域で行われる。仔稚魚は沿岸の水深2-5 m前後の浅所に出現し、河口域にも見られる。

## 近縁種
- Pennahia anea 英名：ビッグアイクローカー
- Pennahia macrocephalus タイワンシログチ
- Pennahia ovata
- Pennahia pawak 英名：パワッククローカー

## 利用
春から秋にかけて行われる胴付き仕掛けの投げ釣りや、通年で船釣りの対象魚となる。白身魚であり、魚肉練り製品の原料にされる。
調理法としては塩焼き等の焼き物が一般的であり、身が軟らかい魚で小骨も多いため、煮付けや鍋にすると食べにくいとされる。また、秋から冬にかけての脂の乗ったイシモチは新鮮なものを刺身にすると素晴らしく美味いと言われ、一部釣り人やの料理人の間で珍重されるが、通常市場に出回るものは野締めで一日以上経過したものが多く、脂に臭みが出てしまい刺身には向かない。
韓国でもシログチ（韓国名：ボグチ）はニベ科の魚の中で一番量が多く、釣りは人気。